# Galaxy Evolution Explorer
Galaxy Evolution Explorer (GALEX) – teleskop kosmiczny amerykańskiej agencji NASA przeznaczony do obserwacji kosmosu w zakresie promieniowania ultrafioletowego.
Teleskop GALEX został wyniesiony w przestrzeń kosmiczną na pokładzie rakiety Pegasus XL 28 kwietnia 2003 z przylądka Canaveral i umieszczony na niemal kołowej orbicie na wysokości 697 km przy inklinacji 29°. Misja została zaplanowana na minimum 29 miesięcy, jednak w 2006 została przedłużona.
Teleskop przeprowadził obserwacje setek milionów galaktyk w zakresie UV, służące analizie ewolucji galaktyk, jak również procesów formowania się gwiazd w początkowych etapach istnienia Wszechświata.
GALEX wyposażony został w dwa detektory promieniowania UV: jeden pracujący w bliskim ultrafiolecie (od 180 do 280 nm), a drugi w dalekim ultrafiolecie (od 135 do 180 nm). To drugie urządzenie uległo awarii w maju 2009. Detektor bliskiego ultrafioletu działał jednak nadal. W maju 2012 satelita został wynajęty uczelni California Institute of Technology, która operowała nim przy wykorzystaniu funduszy prywatnych (satelita nadal jednak pozostawał własnością NASA). Odtąd GALEX był wykorzystywany przez naukowców z całego świata do badań różnorodnych obiektów astronomicznych – od gwiazd naszej Galaktyki do galaktyk odległych o 5 miliardów lat świetlnych.
Satelita został wyłączony 28 czerwca 2013. Przez następne 65 lat pozostanie na orbicie, po czym spłonie przy ponownym wejściu w atmosferę ziemską.